# Brave Fencer Musashi
Brave Fencer Musashi (ブレイヴフェンサー 武蔵伝?, Bureivu Fensā Musashiden) è un videogioco Action RPG sviluppato e pubblicato dalla Square (attuale Square Enix) nel 1998 per Sony PlayStation. Il gioco utilizza combattimenti in tempo reale in 3D e dialoghi doppiati nella maggior parte dei casi. La colonna sonora di Brave Fencer Musashi è stata composta da Tsuyoshi Sekito, in precedenza impiegato della Konami. Alcune illustrazioni dei personaggi sono state realizzate da Tetsuya Nomura, ma disegnate da Koji Matsuoka nel videogioco.

## Trama
Un ragazzo di nome Musashi è la reincarnazione del leggendario spadaccino Musashi che aveva liberato il regno di Allucaneet da un mostro chiamato "Stregone delle tenebre" centocinquanta anni prima. Musashi viene richiamato su Allucaneet dalla principessa Fillet, per salvare il regno dagli invasori, l'impero Thirstquencher. Nonostante la giovane età, Musashi viene dotato della Blade Fusione, ed incaricato di ottenere la spada di Brave Fencer Musashi, Lumina, la spada della luminescenza, prima che cada in mano ai Thirstquencher. Suo malgrado, Musashi accetta la missione per poter tornare a casa il prima possibile. Tuttavia quando Musashi riesce ad entrare in possesso della spada Lumina, scopre che tutti gli abitanti di Allucaneet, compresa la principessa Fillet sono stati rapiti dall'impero Thirstquencher. Per liberare tutto il popolo e sconfiggere i Thirstquencher, Musashi deve trovare i cinque rotoli, ognuno dei quali rappresenta un elemento, che potenzieranno Lumina e renderanno Musashi invincibile.